# Campeonato Paulista de Futebol de 1974
O Campeonato Paulista de Futebol de 1974 foi a 34.ª edição do campeonato organizado pela Federação Paulista de Futebol. Teve o Palmeiras como campeão. Nesta oportunidade, o vice-campeão foi o Corinthians, que já se encontrava havia vinte anos sem conquistar o título estadual.
Com sua 17.ª conquista, o Palmeiras tornou-se o maior campeão paulista, permanecendo nesse posto até 1982, quando o Corinthians conquistou seu 18.º título e igualou o rival em conquistas estaduais.
O artilheiro do campeonato em 1974 foi Geraldão, do Botafogo, com 23 gols.

## Regulamento
Como nos quatro anos anteriores, foi disputada uma fase preliminar sem os cinco grandes, além de Guarani e Juventus, donos das melhores campanhas no torneio anterior. Os catorze clubes envolvidos na preliminar, chamada de "Paulistinha", jogaram turno e returno entre si, classificando-se os sete melhores para o "Paulistão".
A fase principal foi dividida em dois turnos, em que todos os clubes se enfrentaram. Os campeões de cada turno se enfrentariam em uma final, disputada em dois jogos, a não ser que um mesmo clube conquistasse os dois turnos. Os critérios de desempate eram, pela ordem: saldo de gols, melhor ataque e confronto direto.

## História

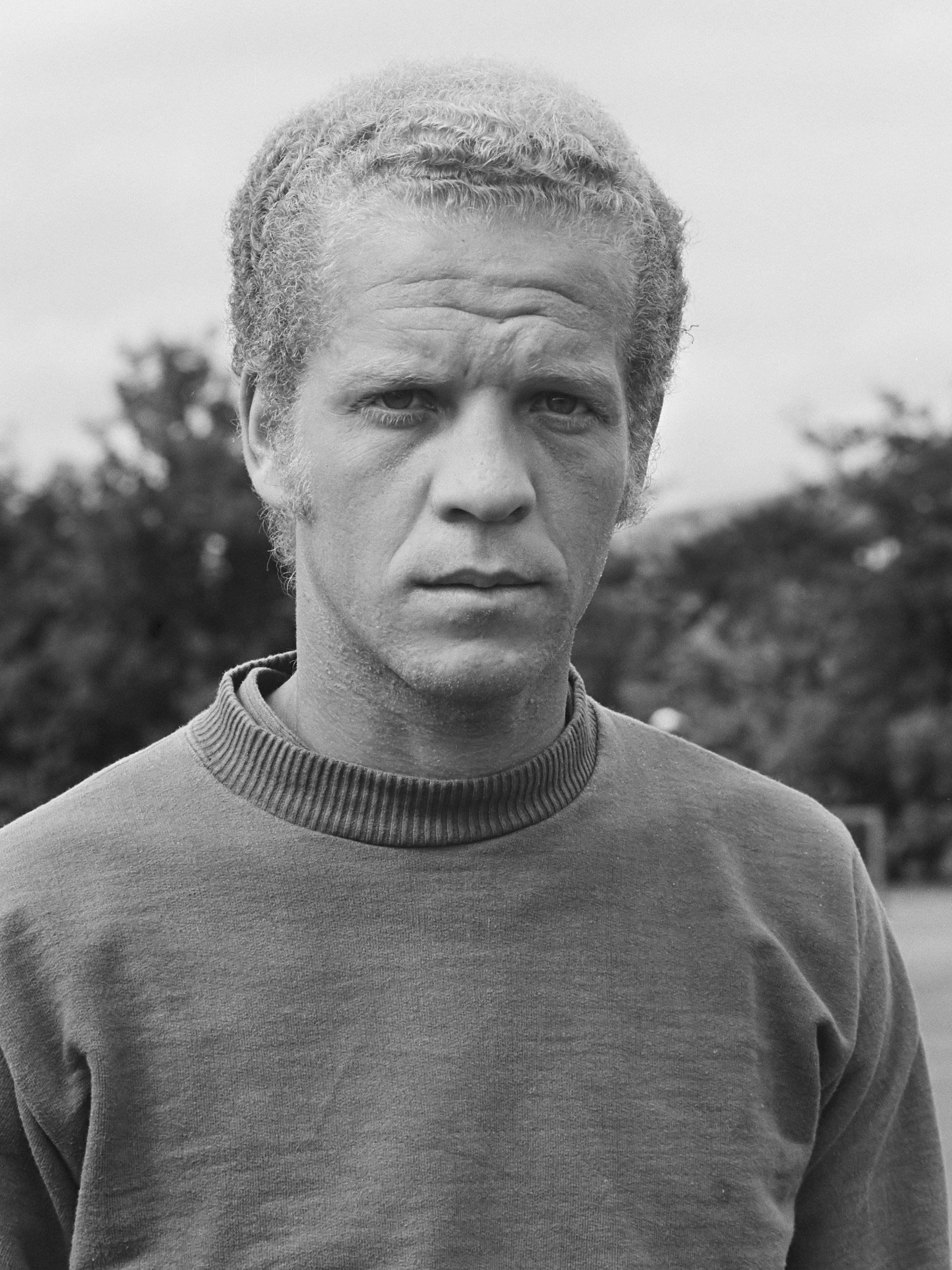
Ademir da Guia

Mesmo contando na final com craques como Rivelino, Vaguinho e Zé Maria, e também com a maioria esmagadora dos 122 522 torcedores que superlotavam o Morumbi, a equipe alvinegra foi derrotada pela esquadra alviverde comandada por Dudu e Ademir da Guia, tendo como técnico Osvaldo Brandão.

Rivelino

A vitória palmeirense naquele duelo de 22 de dezembro de 1974 foi decretada pelo gol de Ronaldo, aos 24 minutos do segundo tempo, determinando o resultado final de 1 a 0 para o time de Parque Antártica. No final do jogo, a minoria de pouco mais de dez mil torcedores palmeirenses no estádio iniciou o grito "Zum, zum, zum, é 21", em referência a mais um ano que seria somado aos 20 do Corinthians sem títulos.
Rivelino foi dispensado do Corinthians dias depois da final de 1974. Foi jogar no Fluminense.
O mesmo Osvaldo Brandão que impôs este que foi um dos maiores sofrimentos da torcida corintiana também seria o responsável, três anos depois, pelo fim do jejum alvinegro, quando comandou o time do Corinthians na conquista do título paulista de 1977.

## Classificação

### Primeiro turno
| Classificação - Final | Classificação - Final | Classificação - Final | Classificação - Final | Classificação - Final | Classificação - Final | Classificação - Final | Classificação - Final | Classificação - Final | Classificação - Final |
| Time | Time                  | PG                    | J                     | V                     | E                     | D                     | GP                    | GC                    | SG                    |
| --- | --------------------- | --------------------- | --------------------- | --------------------- | --------------------- | --------------------- | --------------------- | --------------------- | --------------------- |
| 1 | Corinthians           | 19                    | 13                    | 8                     | 3                     | 2                     | 18                    | 7                     | 11                    |
| 2 | Ponte Preta           | 18                    | 13                    | 7                     | 4                     | 2                     | 11                    | 7                     | 4                     |
| 3 | Portuguesa            | 17                    | 13                    | 6                     | 5                     | 2                     | 17                    | 6                     | 11                    |
| 3 | Santos                | 17                    | 13                    | 7                     | 3                     | 3                     | 18                    | 11                    | 7                     |
| 5 | Palmeiras             | 16                    | 13                    | 5                     | 6                     | 2                     | 14                    | 12                    | 2                     |
| 6 | São Paulo             | 14                    | 13                    | 4                     | 6                     | 3                     | 9                     | 10                    | -1                    |
| 7 | Noroeste              | 13                    | 13                    | 6                     | 1                     | 6                     | 15                    | 12                    | 3                     |
| 7 | Guarani               | 13                    | 13                    | 4                     | 5                     | 4                     | 12                    | 9                     | 3                     |
| 9 | Botafogo              | 12                    | 13                    | 4                     | 4                     | 5                     | 15                    | 16                    | -1                    |
| 9 | Juventus              | 12                    | 13                    | 2                     | 8                     | 3                     | 6                     | 6                     | 0                     |
| 11 | América               | 9                     | 13                    | 3                     | 3                     | 7                     | 5                     | 18                    | -13                   |
| 12 | São Bento             | 8                     | 13                    | 3                     | 2                     | 8                     | 7                     | 17                    | -10                   |
| 12 | Saad                  | 8                     | 13                    | 2                     | 4                     | 7                     | 10                    | 18                    | -8                    |
| 14 | Comercial             | 6                     | 13                    | 2                     | 2                     | 9                     | 10                    | 18                    | -8                    |
| PG - pontos ganhos; J - jogos; V - vitórias; E - empates; D - derrotas; GP - gols pró; GC - gols contra; SG - saldo de gols |                       |                       |                       |                       |                       |                       |                       |                       |                       |

### Segundo turno
| Classificação - Final | Classificação - Final | Classificação - Final | Classificação - Final | Classificação - Final | Classificação - Final | Classificação - Final | Classificação - Final | Classificação - Final | Classificação - Final |
| Time | Time                  | PG                    | J                     | V                     | E                     | D                     | GP                    | GC                    | SG                    |
| --- | --------------------- | --------------------- | --------------------- | --------------------- | --------------------- | --------------------- | --------------------- | --------------------- | --------------------- |
| 1 | Palmeiras             | 21                    | 13                    | 8                     | 5                     | 0                     | 24                    | 7                     | 17                    |
| 2 | São Paulo             | 20                    | 13                    | 8                     | 4                     | 1                     | 19                    | 5                     | 14                    |
| 3 | Santos                | 18                    | 13                    | 5                     | 8                     | 0                     | 17                    | 11                    | 6                     |
| 3 | Guarani               | 18                    | 13                    | 7                     | 4                     | 2                     | 14                    | 9                     | 5                     |
| 5 | Botafogo              | 14                    | 13                    | 5                     | 4                     | 4                     | 18                    | 14                    | 4                     |
| 5 | Portuguesa            | 14                    | 13                    | 4                     | 6                     | 3                     | 11                    | 11                    | 0                     |
| 7 | Juventus              | 13                    | 13                    | 4                     | 5                     | 4                     | 13                    | 13                    | 0                     |
| 7 | Corinthians           | 13                    | 13                    | 5                     | 3                     | 5                     | 9                     | 14                    | -5                    |
| 9 | Comercial             | 11                    | 13                    | 2                     | 7                     | 4                     | 10                    | 13                    | -3                    |
| 10 | Noroeste              | 10                    | 13                    | 3                     | 4                     | 6                     | 11                    | 13                    | -2                    |
| 11 | América               | 9                     | 13                    | 2                     | 5                     | 6                     | 7                     | 16                    | -9                    |
| 12 | São Bento             | 8                     | 13                    | 2                     | 4                     | 7                     | 8                     | 21                    | -13                   |
| 13 | Ponte Preta           | 7                     | 13                    | 3                     | 1                     | 9                     | 7                     | 13                    | -6                    |
| 14 | Saad                  | 6                     | 13                    | 1                     | 4                     | 8                     | 14                    | 22                    | -8                    |
| PG - pontos ganhos; J - jogos; V - vitórias; E - empates; D - derrotas; GP - gols pró; GC - gols contra; SG - saldo de gols |                       |                       |                       |                       |                       |                       |                       |                       |                       |

## Finais
Jogo de ida
| 18 de dezembro de 1974 | Palmeiras | 1–1           | Corinthians | Pacaembu, São Paulo                                                         |
|                        | Edu 1'    | Ficha técnica | Lance 3'    | Público: 35 676 Renda: Cr$ 585.294,00 Árbitro: Dulcídio Wanderley Boschilia |

Palmeiras: Leão, Eurico, Luís Pereira, Alfredo Mostarda e Zeca; Dudu e Ademir da Guia; Edu Bala, Leivinha, Ronaldo (Fedato) e Nei. Técnico: Oswaldo Brandão
Corinthians: Buttice, Zé Maria, Brito, Ademir Gonçalves e Wladimir; Tião e Rivellino; Vaguinho, Lance, Zé Roberto e Adãozinho (Pita). Técnico: Sylvio Pirillo
Jogo de volta
| 22 de dezembro de 1974 | Corinthians | 0–1           | Palmeiras   | Morumbi, São Paulo                                                             |
|                        |             | Ficha técnica | Ronaldo 69' | Público: 120 522 Renda: Cr$ 2.311.658,00 Árbitro: Dulcídio Wanderley Boschilia |

Corinthians:  Buttice, Zé Maria, Brito, Ademir Gonçalves e Wladimir; Tião e Rivellino; Vaguinho, Lance, Zé Roberto (Ivan) e Adãozinho (Pita). Técnico: Sylvio Pirillo
Palmeiras: Leão, Jair Gonçalves, Luís Pereira, Alfredo Mostarda e Zeca; Dudu e Ademir da Guia; Edu Bala, Leivinha, Ronaldo e Nei. Técnico: Oswaldo Brandão

## Classificação final

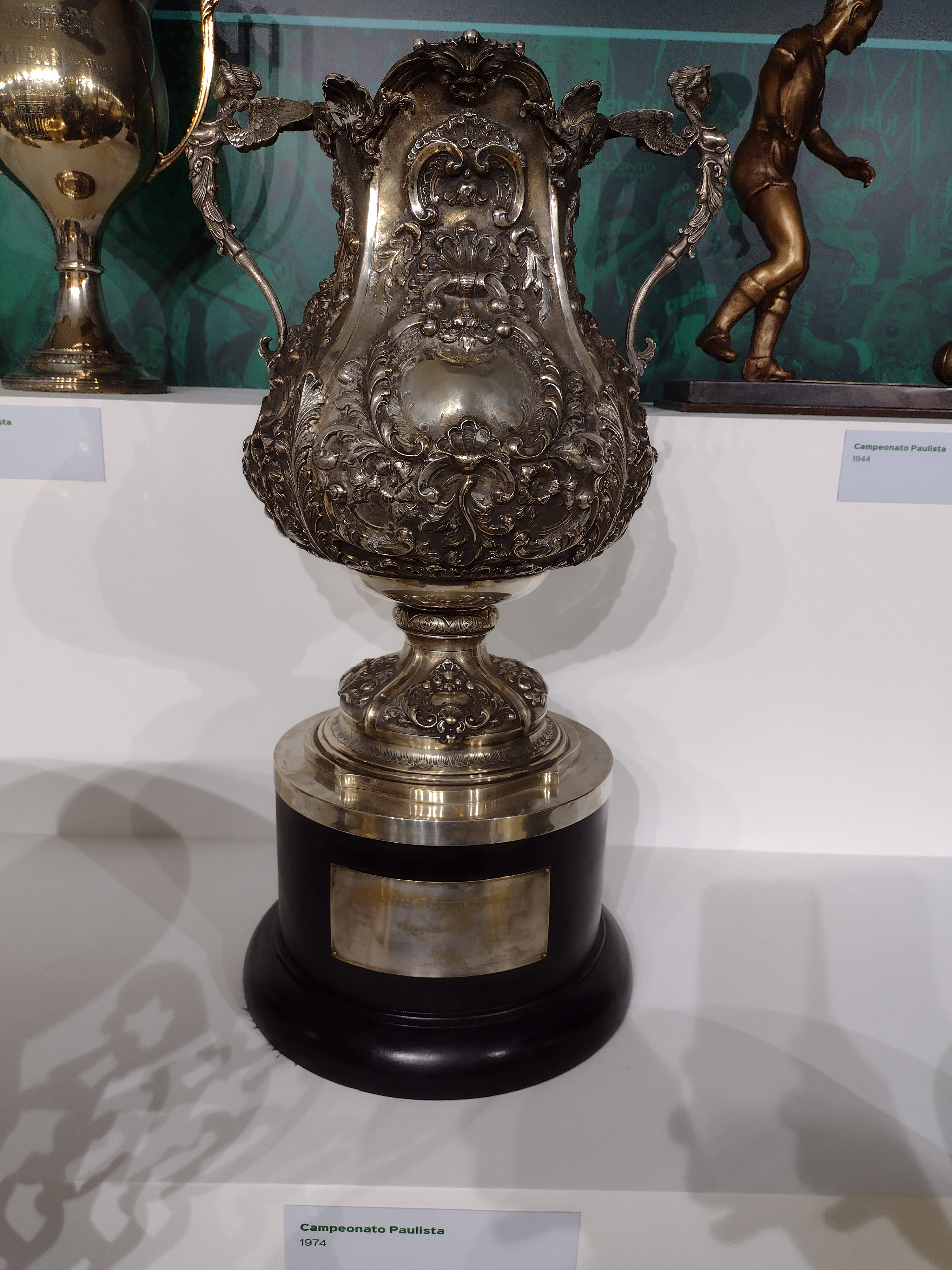
Troféu do Campeonato Paulista de 1974

| Classificação - Final | Classificação - Final | Classificação - Final | Classificação - Final | Classificação - Final | Classificação - Final | Classificação - Final | Classificação - Final | Classificação - Final | Classificação - Final |
| Time | Time                  | PG                    | J                     | V                     | E                     | D                     | GP                    | GC                    | SG                    |
| --- | --------------------- | --------------------- | --------------------- | --------------------- | --------------------- | --------------------- | --------------------- | --------------------- | --------------------- |
| 1 | Palmeiras             | 40                    | 28                    | 14                    | 12                    | 2                     | 40                    | 20                    | 20                    |
| 2 | Corinthians           | 33                    | 28                    | 13                    | 7                     | 8                     | 28                    | 23                    | 5                     |
| 3 | Santos                | 35                    | 26                    | 12                    | 11                    | 3                     | 35                    | 22                    | 13                    |
| 4 | São Paulo             | 34                    | 26                    | 12                    | 10                    | 4                     | 28                    | 15                    | 13                    |
| 5 | Guarani               | 31                    | 26                    | 11                    | 9                     | 6                     | 26                    | 18                    | 8                     |
| 6 | Portuguesa            | 31                    | 26                    | 10                    | 11                    | 5                     | 28                    | 17                    | 11                    |
| 7 | Botafogo-SP           | 26                    | 26                    | 9                     | 8                     | 9                     | 33                    | 30                    | 3                     |
| 8 | Ponte Preta           | 25                    | 26                    | 10                    | 5                     | 11                    | 18                    | 20                    | -2                    |
| 9 | Juventus-SP           | 25                    | 26                    | 6                     | 13                    | 7                     | 19                    | 19                    | 0                     |
| 10 | Noroeste              | 23                    | 26                    | 9                     | 5                     | 12                    | 26                    | 25                    | 1                     |
| 11 | América-SP            | 18                    | 26                    | 5                     | 8                     | 13                    | 12                    | 34                    | -22                   |
| 12 | Comercial             | 17                    | 26                    | 4                     | 9                     | 13                    | 20                    | 31                    | -11                   |
| 13 | São Bento             | 16                    | 26                    | 5                     | 6                     | 15                    | 15                    | 38                    | -23                   |
| 14 | Saad                  | 14                    | 26                    | 3                     | 8                     | 15                    | 24                    | 40                    | -16                   |
| PG - pontos ganhos; J - jogos; V - vitórias; E - empates; D - derrotas; GP - gols pró; GC - gols contra; SG - saldo de gols |                       |                       |                       |                       |                       |                       |                       |                       |                       |

## Premiação
| Campeão Paulista de 1974 |
| ------------------------ |
| PALMEIRAS (17.º título)  |